# 玉田薫
玉田 薫（たまだ かおる）は、日本の化学者。九州大学副学長、九州大学先導物質化学研究所主幹教授、科学技術振興機構戦略的国際共同研究プログラム研究主幹、日本学術会議会員。

## 人物・経歴
1984年奈良女子大学理学部化学科卒業、日本合成ゴム入社、東京および筑波研究所研究員。1991年ウィスコンシン大学化学科研究員。1993年通商産業省工業技術院物質工学工業技術研究所高分子物理部非常勤職員。1994年博士（理学）、理化学研究所国際フロンテイア研究システムエキゾチックナノ材料研究チーム博士研究員。1995年通商産業省入省、工業技術院物質工学工業技術研究所分子工学部主任研究官。1996年オーストラリア国立大学応用数学科客員研究員。
1998年マックス・プランク高分子研究所客員研究員。1999年工業技術院総務部技術評価課併任。2000年理化学研究所フロンテイア研究システム 局所時空間材料チーム研究推進委員。2001年産業技術総合研究所光技術研究部門有機超薄膜グループ主任研究員、シンガポール国立大学物質科学科主任研究員。2003年産業技術総合研究所光技術研究部門バイオフォトニクスグループ長。
2003年東京工業大学大学院総合理工学研究科物質電子化学専攻連携助教授。2005年東京工業大学大学院総合理工学研究科物質電子化学専攻助教授、産業技術総合研究所光技術研究部門客員研究員。2006年シンガポール国立大学理学部物理学科連携教授、科学技術振興機構戦略的創造研究推進事業さきがけ「物質と光作用」アドバイザー。2007年東北大学電気通信研究所教授、東京工業大学大学院総合理工学研究科物質電子化学専攻連携教授。
2008年文部科学省科学技術・学術審議会専門委員、日本学術振興会科学研究費委員会専門委員。2009年国際無線障害特別委員会専門委員。2011年九州大学先導物質化学研究所教授。2014年日本学術会議連携会員。2017年九州大学副理事（男女共同参画、学生支援担当）。2019年九州大学主幹教授。
2020年九州大学副学長（男女共同参画、同窓会・九大基金担当）、東北大学材料科学高等研究所教授（クロスアポイントメント）、日本学術会議会員、日本学術会議九州沖縄地区会議代表幹事。2021年科学技術振興機構戦略的国際共同研究プログラム研究主幹。2022年九州大学副学長（ダイバーシティ、ハラスメント防止担当）、応用物理学会副会長。専門は表面物理化学。

## 受賞
- 2013年	日本表面科学会フェロー[2]
- 2016年	応用物理学会フェロー[2]
- 2018年	日本表面科学会学会賞[2]
- 2019年 輝く女性研究者賞（ジュン アシダ賞）[2]
- 2020年	日本表面真空学会功績賞[2]
- 2022年 応用物理学会有機分子バイオエレクトロニクス分科会業績賞[3]